# Домброва (Кошалінський повіт)
Домброва (пол. Dąbrowa) — село в Польщі, у гміні Сянув Кошалінського повіту Західнопоморського воєводства.
Населення — 396 осіб (2011).

## Демографія
Демографічна структура станом на 31 березня 2011 року:
|          | Загалом | Допрацездатний вік | Працездатний вік | Постпрацездатний вік |
| -------- | ------- | ------------------ | ---------------- | -------------------- |
| Чоловіки | 200     | 57                 | 135              | 8                    |
| Жінки    | 196     | 49                 | 117              | 30                   |
| Разом    | 396     | 106                | 252              | 38                   |